# Jens Byggmark
Jens Pontus Byggmark (ur. 22 sierpnia 1985 w Örebro) – szwedzki narciarz alpejski, trzykrotny medalista mistrzostw świata.

## Kariera
Po raz pierwszy na arenie międzynarodowej Jens Byggmark pojawił się 19 grudnia 2000 roku w Tärnaby, gdzie w zawodach FIS Race w slalomie nie ukończył pierwszego przejazdu. W 2005 roku wystartował na mistrzostwach świata juniorów w Bardonecchii, gdzie był między innymi szósty w gigancie i kombinacji oraz siódmy w slalomie.
W zawodach Pucharu Świata zadebiutował 23 stycznia 2005 roku w Kitzbühel, gdzie nie ukończył pierwszego przejazdu slalomu. Pierwsze pucharowe punkty wywalczył 12 listopada 2006 roku w Levi, zajmując szóste miejsce w tej samej konkurencji. Na podium zawodów tego cyklu po raz pierwszy stanął 27 stycznia 2007 roku w Kitzbühel, gdzie zwyciężył w slalomie. W zawodach tych wyprzedził bezpośrednio Austriaka Mario Matta oraz Niemca Aloisa Vogla. Wynik ten powtórzył dzień później, pokonując Mario Matta i Włocha Manfreda Mölgga. Najlepsze wyniki osiągnął w sezonie 2006/2007, który ukończył na piętnastej pozycji w klasyfikacji generalnej oraz trzeciej w klasyfikacji slalomu. Wyprzedzili go tylko Austriacy Benjamin Raich i Mario Matt.
W 2007 roku wystartował na mistrzostwach świata w Åre, jednak nie ukończył żadnej indywidualnej konkurencji. Wspólnie z Anją Pärson, Anną Ottosson, Patrikiem Järbynem, Hansem Olssonem i Markusem Larssonem zdobył jednak srebrny medal w rywalizacji drużynowej. Reprezentacja Szwecji z Byggmarkiem w składzie powtórzyła ten wynik podczas rozgrywanych sześć lat później mistrzostw świata w Schladming. Srebrny medal wywalczył także w slalomie na mistrzostwach świata w Garmisch-Partenkirchen w 2011 roku. W zawodach tych rozdzielił na podium Francuza Jean-Baptiste'a Grange'a oraz Manfreda Mölgga. W 2010 roku wystartował w slalomie na igrzyskach olimpijskich w Vancouver, kończąc rywalizację na 22. pozycji.

## Osiągnięcia

### Igrzyska olimpijskie
| Miejsce | Dzień     | Rok  | Miejscowość | Konkurencja | Czas biegu | Strata | Zwycięzca        |
| ------- | --------- | ---- | ----------- | ----------- | ---------- | ------ | ---------------- |
| 22.     | 27 lutego | 2010 | Vancouver   | Slalom      | 1:39,32    | +3,21  | Giuliano Razzoli |

### Mistrzostwa świata
| Miejsce | Dzień     | Rok  | Miejscowość       | Konkurencja     | Czas biegu | Strata  | Zwycięzca            |
| ------- | --------- | ---- | ----------------- | --------------- | ---------- | ------- | -------------------- |
| DNF     | 8 lutego  | 2007 | Åre               | Superkombinacja | 2:28,99    | -       | Daniel Albrecht      |
| DNF1    | 14 lutego | 2007 | Åre               | Gigant          | 2:19,64    | -       | Aksel Lund Svindal   |
| DNF1    | 17 lutego | 2007 | Åre               | Slalom          | 1:57,33    | -       | Mario Matt           |
| 2.      | 18 lutego | 2007 | Åre               | Drużynowo       | 18 pkt     | +15 pkt | Austria              |
| DNF1    | 13 lutego | 2009 | Val d’Isère       | Gigant          | 2:18,82    | -       | Carlo Janka          |
| DSQ2    | 15 lutego | 2009 | Val d’Isère       | Slalom          | 1:44,17    | -       | Manfred Pranger      |
| 2.      | 20 lutego | 2011 | Ga-Pa             | Slalom          | 1:41,72    | +0,43   | Jean-Baptiste Grange |
| 2.      | 12 lutego | 2013 | Schladming        | Drużynowo       | -          | -       | Austria              |
| 8.      | 17 lutego | 2013 | Schladming        | Slalom          | 1:51,03    | +1,82   | Marcel Hirscher      |
| DNF2    | 15 lutego | 2015 | Vail/Beaver Creek | Slalom          | 1:57,47    | -       | Jean-Baptiste Grange |

### Mistrzostwa świata juniorów
| Miejsce | Dzień     | Rok  | Miejscowość  | Konkurencja | Czas biegu | Strata     | Zwycięzca       |
| ------- | --------- | ---- | ------------ | ----------- | ---------- | ---------- | --------------- |
| 25.     | 23 lutego | 2005 | Bardonecchia | Zjazd       | 1:25,58    | +2,54      | Rok Perko       |
| 7.      | 24 lutego | 2005 | Bardonecchia | Slalom      | 1:24,10    | +1,48      | Filip Trejbal   |
| 18.     | 25 lutego | 2005 | Bardonecchia | Supergigant | 1:25,20    | +1,16      | Michael Gmeiner |
| 6.      | 27 lutego | 2005 | Bardonecchia | Gigant      | 2:10,28    | +0,87      | Michael Gmeiner |
| 6.      | 27 lutego | 2005 | Bardonecchia | Kombinacja  | 37,53 pkt  | +18,02 pkt | Tim Jitloff     |

### Puchar Świata

#### Miejsca w klasyfikacji generalnej
- sezon 2006/2007: 15.
- sezon 2007/2008: 30.
- sezon 2008/2009: 94.
- sezon 2009/2010: 102.
- sezon 2010/2011: 46.
- sezon 2011/2012: 36.
- sezon 2012/2013: 25.
- sezon 2013/2014: -
- sezon 2014/2015: 59.

#### Miejsca na podium w zawodach
1. Kitzbühel – 27 stycznia 2007 (slalom) – 1. miejsce
2. Kitzbühel – 28 stycznia 2007 (slalom) – 1. miejsce
3. Schladming – 30 stycznia 2007 (slalom) – 2. miejsce
4. Bad Kleinkirchheim – 9 grudnia 2007 (slalom) – 2. miejsce
5. Wengen – 12 stycznia 2008 (slalom) – 2. miejsce
6. Kitzbühel – 20 stycznia 2008 (slalom) – 2. miejsce
7. Levi – 11 listopada 2012 (slalom) – 3. miejsce
8. Madonna di Campiglio – 22 grudnia 2014 (slalom) – 3. miejsce

- W sumie (2 zwycięstwa, 4 drugie, i 2 trzecie miejsca)